# Natalia Kraczkowska
Natalia Leonidowna Biełogorcewa (ros. Ната́лья Леони́довна Белого́рцева; ur. 24 listopada 1938 w Moskwie, zm. 3 marca 2016 tamże) – radziecka i rosyjska aktorka. Uhonorowana w 1998 odznaką Zasłużonej Artystki Federacji Rosyjskiej.

## Życiorys
Natalia Biełogorcewa urodziła się w Moskwie. W 1948 roku wyszła za mąż za Władimira Kraczkowskiego. Wystąpiła w takich filmach jak Dwanaście krzeseł czy Iwan Wasiljewicz zmienia zawód.
Pochowana została na Cmentarzu Trojekurowskim w Moskwie.

## Wybrana filmografia
- 1971: Dwanaście krzeseł jako Gricacujewa
- 1972: Chipollino jako Chipolla
- 1973: Iwan Wasiljewicz zmienia zawód jako Juliana Andriejewna Bunsza
- 1973: Kalina czerwona jako gość na festiwalu
- 1982: Brama Pokrowska jako Olga Janowna
- 1982: Tam, na tajemniczych dróżkach
- 1987: Człowiek z bulwaru Kapucynów jako Conchita
- 1992: Na Deribasowskiej ładna pogoda, ale pada na Brighton Beach jako żona Monii
- 1997: Poniedziałkowe dzieci jako sprzedawczyni